# Solha
Solha (en francès Souilhe) és un municipi del departament de l'Aude a la regió francesa d'Occitània.